# Chiapacris
Chiapacris is een geslacht van rechtvleugeligen uit de familie veldsprinkhanen (Acrididae). De wetenschappelijke naam van dit geslacht is voor het eerst geldig gepubliceerd in 1979 door Otte.

## Soorten
Het geslacht Chiapacris omvat de volgende soorten:
- Chiapacris eximius Otte, 1979
- Chiapacris nayaritus Otte, 1979
- Chiapacris velox Otte, 1979